# Silas Gnaka
Silas Gnaka (18 december 1998) is een Ivoriaans voetballer die sinds 2022 voor 1.FC Magdeburg uitkomt. Gnaka is een verdediger.

## Carrière
KAS Eupen nam Gnaka in januari 2017 over van de Aspire Academy, waarmee de Belgische club samenwerkt. Op 17 mei 2017 mocht hij van trainer Jordi Condom Aulí zijn debuut in Eerste klasse maken in de Play-off II-wedstrijd tegen Excel Moeskroen: in de 58e minuut mocht hij invallen voor Ibrahim Diallo. 
In zijn eerste volledige seizoen bij Eupen moest hij wachten op de komst van trainer Claude Makélélé om regelmatig te spelen: nadat hij op de openingsspeeldag een basisplaats kreeg tegen Zulte Waregem moest hij tot de 22e speeldag wachten op zijn tweede competitiewedstrijd van het seizoen. Uiteindelijk klokte de Ivoriaan dat seizoen af op dertien competitiewedstrijden: acht in de reguliere competitie, vijf in Play-off II. In maart 2018 verlengde hij zijn contract bij Eupen tot medio 2020.
Het seizoen 2018/19 was het seizoen waarin Gnaka het meest aantal wedstrijden speelde voor Eupen, namelijk 34. In de reguliere competitie miste hij enkel de drie eerste wedstrijden (tegen Club Brugge, Sporting Charleroi en Zulte Waregem) en de slotwedstrijd tegen Sporting Charleroi. Gnaka was in al die 26 wedstrijden basisspeler en kreeg telkens meer dan een uur speeltijd. In Play-off 2 speelde hij zeven van de tien wedstrijden, telkens minstens een helft. Met de bekerwedstrijd tegen AFC Tubize erbij maakt dat 34 wedstrijden.
In het seizoen 2019/20 verloor hij zijn plaats op de linksachter aan Nils Schouterden. In september 2020 leek Gnaka op weg naar Turkije, maar de Ivoriaan bleef uiteindelijk bij Eupen. In het seizoen 2020/21 kwam hij geen seconde in actie. Toch werd hij in juli 2021 door Ivoriaans olympisch coach Soualiho Haïdara geselecteerd voor de Olympische Spelen 2020. Gnaka bleef het hele toernooi op de bank en zag zijn teammaats in de kwartfinale na verlengingen sneuvelen tegen Spanje.
Na het vertrek van trainer Beñat San José kwam Gnaka in het seizoen 2021/22 onder Stefan Krämer (en diens opvolger Michael Valkanis) weer aan spelen toe. In april 2022 raakte evenwel bekend dat Gnaka deel uitmaakte van het lijstje spelers die geen contractverlenging kregen bij de Oostkantonners, waardoor hij na vijfeenhalf jaar afscheid moest nemen van de club. In juni 2022 tekende hij bij de Duitse tweedeklasser 1. FC Magdeburg.

## Clubstatistieken
| Seizoen         | Club            | Competitie      | Competitie | Competitie | Beker | Beker | Supercup | Supercup | Europees | Europees | Totaal | Totaal |
| Seizoen         | Club            | Competitie      | Wed.       | Dlp.       | Wed.  | Dlp.  | Wed.     | Dlp.     | Wed.     | Dlp.     | Wed.   | Dlp.   |
| --------------- | --------------- | --------------- | ---------- | ---------- | ----- | ----- | -------- | -------- | -------- | -------- | ------ | ------ |
| 2016/17         | KAS Eupen       | Eerste klasse   | 2          | 0          | 0     | 0     | —        | —        | —        | —        | 2      | 0      |
| 2017/18         | KAS Eupen       | Eerste klasse   | 13         | 0          | 1     | 0     | —        | —        | —        | —        | 14     | 0      |
| 2018/19         | KAS Eupen       | Eerste klasse   | 33         | 0          | 1     | 0     | —        | —        | —        | —        | 34     | 0      |
| 2019/20         | KAS Eupen       | Eerste klasse   | 11         | 0          | 0     | 0     | —        | —        | —        | —        | 11     | 0      |
| 2020/21         | KAS Eupen       | Eerste klasse   | 0          | 0          | 0     | 0     | —        | —        | —        | —        | 0      | 0      |
| 2021/22         | KAS Eupen       | Eerste klasse   | 18         | 0          | 4     | 1     | —        | —        | —        | —        | 22     | 1      |
| 2022/23         | 1. FC Magdeburg | 2. Bundesliga   | 0          | 0          | 0     | 0     | —        | —        | —        | —        | 0      | 0      |
| Carrière totaal | Carrière totaal | Carrière totaal | 77         | 0          | 6     | 1     | 0        | 0        | 0        | 0        | 83     | 1      |

Bijgewerkt op 8 juni 2022
1 Reimann · 
2 Loric ·
4 Dzogovic ·
5 Müller ·
7 Bockhorn ·
8 Teixeira ·
9 Kaars ·
10 Ceka ·
11 El Hankouri ·
12 Ahl-Holmström ·
13 Krempicki ·
14 El-Zein ·
15 Heber ·
16 Mathisen ·
17 Nollenberger ·
18 Kuhinja ·
19 Musonda ·
20 Amaechi ·
21 Michel ·
22 Nadjombe ·
23 Atik ·
24 Hugonet ·
25 Gnaka ·
26 Marusic ·
27 Hercher ·
29 Burcu ·
30 Kruth ·
31 Leipertz ·
34 Chahed ·
35 Jürgen ·
37 Ito ·
40 Kampa ·
Coach: Titz